# Cândida Ventura
Cândida Margarida Ventura (Maputo, 30 de junio de 1918 - Portimão, 16 de diciembre de 2015) fue una activista política contra el fascismo portuguesa y la primera mujer en ocupar un cargo de líder en el Partido Comunista Portugués (PCP).

## Biografía
Nació en la ciudad de Lourenço Marques (actual Maputo), en Mozambique, el 30 de junio de 1918. Era hija de la maestra de primaria Clementina de Deus Franco Pires Ventura y del ferroviario António Ventura. La familia regresó a Portugal, instalándose en Caldas de Monchique en el Algarve, donde su padre trabajaba para Termas de Monchique.
A los 11 años se fue a estudiar a Lisboa al Instituto do Professorado Oficial Geral Português. Asistió a la escuela secundaria Maria Amália Vaz de Carvalho, que estaba ubicada en ese momento en Largo do Carmo en la capital portuguesa. En 1936 ingresó en la Facultad de Letras de Lisboa, donde se matriculó en el curso de Ciencias Histórico-Filosóficas. Allí convivió con el filósofo Vasco Magalhães-Vilhena y el pintor Mário Dionísio, quien se refirió a ella como Joana de ojos claros, en su poema "La balada de los amigos separados". También es allí donde conoce a Fernando Piteira Santos con quien se casa. La boda será breve.
Durante este período, por la guerra civil española, inició su actividad política y asociativa. Uniéndose a una serie de organizaciones antifascistas, como el Bloque Académico Antifascista (BAFF), la Federación de Juventudes Comunistas Portuguesas, el Consejo Nacional de Mujeres Portuguesas, la Asociación de Mujeres Portuguesas por la Paz y el Socorro Vermelho Internacional.
También formó parte del equipo editorial del diario O Diabo, donde se reunieron varios intelectuales contrarios al régimen, entre ellos su esposo Piteira Santos y Álvaro Cunhal.
En esa época participó en las Tagus Tours, lo que permitió a Ventura, Álvaro Cunhal, Fernando Lopes-Graça, Mário Dionísio y otros, reunirse sin levantar sospechas.
En 1943, tras terminar su carrera en Coímbra, pasó a la clandestinidad a petición de José Gregório, quien en ese momento pertenecía al Comité Central del PCP, asumiendo entre sus funciones el apoyo a la secretaría del Comité Central del partido. Desde ese momento utilizó varios seudónimos, como Joana, Rosa, André, Rosário y Catarina Mendes (nombre por el que se la conocía en la ex Checoslovaquia). En agosto de ese año participó en la organización de huelgas de calzado en São João da Madeira. Tres años más tarde, en 1946, fue la primera mujer en incorporarse al máximo órgano del PCP tras la reorganización del partido.
En 1946 creó el boletín Tres Páginas, dedicado a las mujeres clandestinas del PCP, pasando en 1956 a llamarse La Voz de las Camaradas de las Casas del Partido.
En los años cincuenta asumió la responsabilidad del PCP en el norte del país, siendo acusada de fraccionismo cuando estuvo en desacuerdo con los estatutos y el programa planeado. Como resultado, perdió su puesto de líder y fue cesada temporalmente del Comité Central, al que regresó en 1957. En 1958 viajó a la ex Unión Soviética, donde le surgieron sus primeras dudas sobre el régimen comunista, que luego la llevarían a abandonar el partido.
Cuando regresó a Portugal, asumió la responsabilidad de los sectores estudiantil e intelectual de Lisboa, y se mantuvo en la clandestinidad hasta la década de 1960. El 3 de agosto de 1960 fue detenida por el PIDE, junto con su entonces compañero, Orlando Lindim Ramos, tras 17 años en la clandestinidad.
Fue aislada y torturada, llegando a estar cerca de la muerte. Gracias a la intervención de su familia, fue trasladada al Hospital da Ordem Terceira. Aunque personalidades como Alves Redol y el doctor Francisco Pulido Valente declararon a su favor, en 1961 fue condenada a cinco años de prisión y revocada de sus derechos políticos durante 15 años.
Fue puesta en libertad condicional por motivos de salud en 1963 y huyó a Rusia donde recibió tratamiento. Después fue a la ex Checoslovaquia, donde comenzó a representar al PCP, escribió para la Revista Internacional y se dio a conocer como Catarina Mendes. Entabló amistad con el líder comunista checoslovaco Alexander Dubček y con Artur London, uno de los acusados en el caso Slánský y autor del prefacio del libro de Ventura sobre su experiencia con el socialismo.
Ventura se encontraba en Praga cuando surgió la Primavera de Praga y vivió la invasión del país por las tropas del Pacto de Varsovia. Todo ello la llevó a cuestionar las directivas del partido y del propio comunismo. Aun así, se negó a firmar el mensaje que otros exiliados comunistas pretendían enviar a las autoridades checoslovacas y las embajadas de los países del Pacto de Varsovia condenando el acto. Sin embargo, prefirió mantener su puesto para poder ayudar a quienes pasaban a la resistencia.
Regresó a Portugal en 1975, tras la Revolución de los Claveles. Durante el Proceso Revolucionario en Curso denunció lo que estaba pasando en lo que entonces era Europa del Este. Esto la lo llevó a entrar en conflicto con las directivas del partido, que acabó abandonando en 1976. Así, pasó de ser líder a disidente del PCP.
Nunca abandonó la política por completo. Se convirtió en empleada del Ministerio de Relaciones Exteriores de Portugal y trabajó como profesora.
Regresó al Algarve, donde falleció el 16 de diciembre de 2015 a los 97 años en Portimão.

## Reconocimientos y premios
El 13 de noviembre de 2009, durante la celebración del 20 aniversario de la independencia de Eslovaquia, Ventura fue homenajeada y condecorada por la Fundación Alexander Dubček en Bratislava.
La biografía de Ventura se incluyó en el libro Mujeres portuguesas en resistencia de Rose Nery Nobre de Melo.
Mário Dionísio la mencionó como “Joana de ojos claros” en Balada dos Amigos Separados.
Pacheco Pereira incluyó fotografías de Ventura en la biografía que escribió sobre Álvaro Cunhal.
Además, Ventura también es mencionada en varios libros:
- Ditaduras e Revolução - Democracia e políticas da memória, de Filipe Piedade Manuel Loff. Editorial Almedina, 2014.[21]
- Feminismos: Percursos e Desafios, de Manuela Tavares. Editorial Texto, 2011.[22]

- Álvaro Cunhal: retrato pessoal e intimo, biografia de Adelino Cunha. Editorial A Esfera dos Livros, 2010.[23][24]

- Álvaro Cunhal, o homem e o mito, de Joaquim Vieira. Editorial Objectiva 2013.[25][26]
- Mulheres Portuguesas na resistência, Rose Nery Nobre de Melo, Seara Nova, 1975.[19]

## Obra
- O «socialismo» que eu vivi: testemunho de uma ex-dirigente do PCP. Lisboa: O Jornal, 1984. Prefacio de Artur London.
- Además fue autora de varios artículos para la Revista internacional: problemas da paz e do socialismo, publicação teórica e informativa dos partidos comunistas e operários que comenzó a ser editada en Portugal en 1974, por las Edições Avante!.